# Scrobiculariidae
Scrobiculariidae är en familj av musslor. Scrobiculariidae ingår i ordningen Heterodonta, klassen musslor, fylumet blötdjur och riket djur.
Familjen innehåller bara släktet Scrobicularia.